# Jan Kříženecký

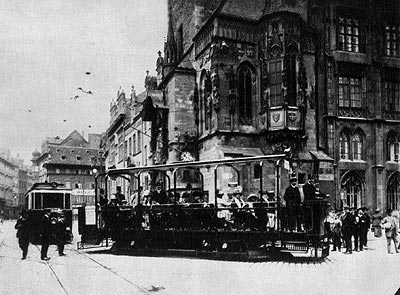
Jan Kříženecký: Výletní tramvaj na Staroměstském náměstí v Praze, 1902-1915

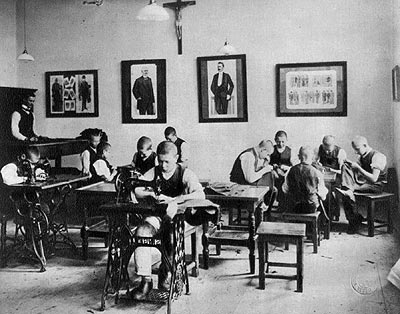
Jan Kříženecký: Praha, 1902-1915

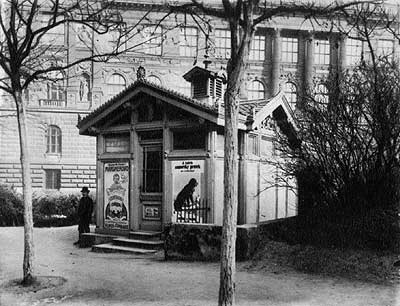
Jan Kříženecký: Praha, 1902-1915, Čelákovského sady, jižní strana, v pozadí budova Národního muzea

Jan Kříženecký (20. března 1868 Praha-Nové Město – 9. února 1921 Praha-Staré Město) byl český průkopník kinematografie a amatérský fotograf, povoláním stavební technik.

## Život
Narodil se jako čtvrté dítě v rodině pražského magistrátního úředníka Norberta Kříženeckého a jeho manželky Johanny, rozené Švehlové ze Splitu. Na rozdíl od jeho staršího bratra Rudolfa Kříženeckého (1861–1939) architekturu na ČVUT v Praze nedostudoval. Po studiích se stal revidentem stavebního úřadu města Prahy. Díky své zálibě ve fotografování byl městským archívem požádán o fotodokumentaci starých a historicky cenných domů, ulic a dalších památek pro jejich soupis před likvidací v rámci asanace staré Prahy. Celkem tak pořídil v letech 1902–1915 asi čtyři tisíce fotografií staré Prahy. Byl členem Klubu fotografů amatérů v Praze a na výstavě fotografů amatérů 1897 vynikly jeho snímky soch z Karlova mostu a fota staveb z dalších českých měst.
Když v prosinci 1896 spatřil v hostinci U saského dvora v Hybernské ulici v Praze filmovou produkci z dílny bratrů Lumièrových, byl získán pro nové umění. Techniku kinematografu začal studovat nejprve teoreticky dle článků v zahraničním tisku. Roku 1898 získal z Francie od bratří Lumiérů kinematograf a šest kotoučů neexponovaného filmu. V té době se podílel na přípravě Výstavy architektury a inženýrství Spolku architektů a inženýrů v Praze a rozhodl se oživit ji „pohyblivými obrázky“. Se svým bývalým spolužákem Josefem Františkem Pokorným, kterého bychom mohli označit za prvního produkčního, sehnal na dluh od svého otce továrníka dostatek peněz na provoz kinematografu. Dluh se jim podařilo provozem splatit, ale celkový výdělek nebyl nijak zářný. Pokorný také často organizoval promítání a promítací místa. Všechny první filmy měly jednotnou délku sedmnácti metrů a byly natáčeny statickou kamerou. Negativy Kříženecký zprvu posílal do Lyonu, později je vyvolával sám. První filmy musel vyvolávat ve vaně a sušit ve větru na pavlači.
19. června 1898 mohl Kříženecký již předvést své první filmy na výstavě architektury a inženýrství na pražském výstavišti ve Stromovce. V prosté dřevěné boudě, nazvané Český kinematograf z důvodu národního pojetí celé výstavy. Diváci viděli první záběry ze života Prahy i z výstaviště: Purkyňovo náměstí na Královských Vinohradech, Polední výstřel děla na baště sv. Tomáše a Svatojanská pouť v českoslovanské vesnici. První film ukazoval záběry ruchu na dnešním náměstí Míru, druhý tehdejší časový signál – ránu z děla na pražských hradbách, třetí přímo dění na výstavišti. Vzhledem k úspěchu těchto filmů následovaly další dokumenty.

### Prvníkina
První promítací sál na Výstavišti byl nazván divadlo Uranie. Dalšími sály s jeho pravidelnou projekcí se stala kavárna Louvre na Národní třídě a bio Světozor ve Vodičkově ulici (1918).

### První hrané filmy
Roku 1898 Jan Kříženecký také spolu s Pokorným natočili první české hrané filmy: Dostaveníčko ve mlýnici, Výstavní párkař a lepič plakátů a Smích a pláč. Ve všech vystupoval oblíbený komik a písničkář Josef Šváb-Malostranský, jemuž v prvních dvou filmech sekundoval Ferdinand Gýra, třetí byla sólovou etudou, v níž zblízka snímaný herec měnil postupně grimasu ze smíchu do pláče. Snímání detailu tváře bylo na tu dobu velmi pokrokové. Podobný způsob používali v té době Georges Méliès 1896 a Oskar Meester 1897.
V dalších letech se Kříženecký věnoval kromě fotografování pouze dokumentárnímu filmu. Občas uspořádal přednášku na téma biografu s promítáním filmů z výstavy. Natočil několik sokolských sletů a r. 1901 návštěvu císaře Františka Josefa I. v Praze. K hranému filmu se vrátil po třech letech groteskou To nejlepší číslo (1902) a jako kameraman filmu Jarní sen starého mládence (1910). Roku 1908 byla uspořádána Jubilejní výstava obchodní a živnostenské komory, jejíž součástí byl i kinematograf. Kříženecký byl pozván ke spolupráci a natočení několika dokumentů pro výstavu. Tento podnik skončil finančním fiaskem. V září 1910 založil Grand Royal Bio de Prague na ovocnicko-zahradnické výstavě v Královské oboře, ale i zde byl neúspěšný a na dlouhá léta se zadlužil. Poté se už Kříženecký věnoval hlavně svému povolání na stavebním úřadu, od roku 1912 vedl kino Louvre na Národní třídě, ale válka kino uzavřela. Od roku 1918 byl ředitelem pražského kina Světozor.
Jan Kříženecký jako průkopník nového technického a uměleckého oboru zanechal řadu cenných snímků a také hlavně díky němu se Čechy staly šestou zemí na světě, kde se začalo s filmováním. Roku 1946 obdržel in memoriam titul Průkopník české kinematografie. V roce 1947 bylo po Kříženeckém pojmenováno náměstí před barrandovskými ateliéry a tento název nese dodnes.

### Úmrtí
Zemřel 12. března 1921 v Praze a byl pohřben v rodinné hrobce na Olšanských hřbitovech.

## Filmografie

### Hraná tvorba

#### Režie
- Dostaveníčko ve mlýnici (1898)
- Smích a pláč (1898)
- Výstavní párkař a lepič plakátů (1898)
- To nejlepší číslo (1902)

#### Výroba
- Dostaveníčko ve mlýnici (1898)
- Smích a pláč (1898)
- Výstavní párkař a lepič plakátů (1898)
- To nejlepší číslo (1902)
- Jarní sen starého mládence (1910)

#### Kamera
- Dostaveníčko ve mlýnici (1898)
- Smích a pláč (1898)
- Výstavní párkař a lepič plakátů (1898)
- To nejlepší číslo (1902)
- Jarní sen starého mládence (1910)

### Dokumentární tvorba (výběr)
- Purkyňovo náměstí na Královských Vinohradech (1898)
- Polední výstřel z děla na baště sv. Tomáše (1898), zachycuje oznamování poledne z někdejších Mariánských hradeb
- Svatojanská pouť v českoslovanské vesnici (1898)
- Alarm staroměstských hasičů (1898)
- Výjezd parní stříkačky k ohni (1898)
- Útok pražského dělostřelectva (1898)
- Poklepy na základní kámen pro pomník Františka Palackého (1898)
- Rychlovlak v Podbabí (1898)
- Defilování vojska o Božím těle na Královských Vinohradech (1898)
- Přenesení kolébky Františka Palackého z Hodslavic na výstaviště (1898)
- Hanácké banderium (1898)
- Průvod královniček (1898)
- Cyklisté (1898)
- Cvičení s kuželi Sokola malostranského (1898)
- Voltýžování jízdního odboru Sokola pražského (1898)
- Výjev z lázní žofínských (1898), ve své době velmi populární díky záběrům skoků z prkna do Vltavy
- IV. všesokolský slet (1901)
- Návštěva Františka Josefa I. v Praze (1901)
- V. všesokolský slet (1907)
- Zahájení výstavy (1908)
- Slavnostní a všední výjevy z výstaviště (1908)
- Slavnostní otevření Čechova mostu (1908)
- Jízda tramvají ze Staroměstského náměstí po novém mostě (1908)
- Jubilejní hold městských sborů pražských (1908)
- První den jarních dostihů pražských (1908)
- Květinové korzo (1908)
- Polní mše na Staroměstském náměstí (1908)
- Sokolský slet v Prostějově (1908)